# Dripping Springs (Texas)
Dripping Springs és una població dels Estats Units a l'estat de Texas. Segons el cens del 2000 tenia 1.548 habitants.

## Demografia
Segons el cens del 2000, Dripping Springs tenia 1.548 habitants, 554 habitatges, i 418 famílies. La densitat de població era de 181,1 habitants/km².
Dels 554 habitatges en un 41,5% hi vivien nens de menys de 18 anys, en un 61,6% hi vivien parelles casades, en un 9,7% dones solteres, i en un 24,4% no eren unitats familiars. En el 20,9% dels habitatges hi vivien persones soles el 9,2% de les quals corresponia a persones de 65 anys o més que vivien soles. El nombre mitjà de persones vivint en cada habitatge era de 2,79 i el nombre mitjà de persones que vivien en cada família era de 3,24.
Per edats la població es repartia de la següent manera: un 29,4% tenia menys de 18 anys, un 7,4% entre 18 i 24, un 30,7% entre 25 i 44, un 22,5% de 45 a 60 i un 10,1% 65 anys o més.
L'edat mediana era de 36 anys. Per cada 100 dones de 18 o més anys hi havia 103,9 homes.
La renda mediana per habitatge era de 47.212 $ i la renda mediana per família de 57.880 $. Els homes tenien una renda mediana de 40.393 $ mentre que les dones 30.862 $. La renda per capita de la població era de 19.741 $. Aproximadament el 5,1% de les famílies i l'11% de la població estaven per davall del llindar de pobresa.

## Poblacions més properes
El següent diagrama mostra les poblacions més properes.